# Lento violento
Lento violento, as vezes chamado apenas de lento, é um estilo de música eletrônica baseado no hard dance, oriundo da Itália. Seu nome em italiano significa lento (e) violento, uma vez que as canções deste estilo possuem um tempo médio entre 70 e 120 batidas por minuto (BPM) com batidas fortes similares as de outros estilos de música eletrônica como o hardcore e o hardstyle, porém com uma cadência devagar, samples de vocal, além de sons e loops ácidos, típicos do acid house e acid trance.

## Origens
Canções com as características do estilo começaram a surgir em meados da década de 1990 através das produções de diversos DJs e produtores musicais italianos como Ottomix, Daniele Mondello, DJ Maxwell, Luca Noise, Alex Castelli e Gigi D'Agostino. A batida forte e marcante de compasso distorcida ao longo das canções se tornou a principal característica do estilo.
O estilo começou a alcançar maior notoriedade no final da década de 1990 e início dos anos 2000 com o sucesso mundial de Gigi D'Agostino com as canções "L'Amour Toujours", seguido de outros singles como "The Riddle", "Bla Bla Bla" e "La Passion". Outras canções de grande sucesso do estilo foram "La Bambolina" do DJ Maxwell, lançada no início dos anos 2000 e que alcançou sucesso global alguns anos depois com o remix de Gabry Ponte, além do remix de Danielle Mondello da canção "Lizard" de Mauro Picotto, dentre outras.
O lento violento obteve maior sucesso comercial entre entusiastas da música eletrônica em todo o mundo, com maior destaque para a Europa e América do Sul.